# ラクイラ・ラグビー
ラクイラ・ラグビー（伊: L'Aquila Rugby）は、かつてイタリアのアブルッツォ州ラクイラに存在したラグビーユニオンクラブである。

## 概要
1936年創設。スクデット（イタリア国内リーグ）を5回獲得している。最後のタイトルは1993-94シーズン。
2015-16シーズンを最後に下位リーグに降格し、2018年にクラブは解散した。
ラクイラはイタリアを代表するラグビーどころで、ラクイラ・ラグビーにはプロのスコッド以外に、8歳以下から40歳以上までの各年代、さらにはレディースと、下部組織が充実していた。

## タイトル

### 国内タイトル
- スクデット（リーグ戦）
  - 優勝 5回（1967, 1969, 1981, 1982, 1994）
- コッパ・イタリア（カップ戦）
  - 優勝 2回（1973, 1981）

## 歴代所属選手
- アンドレアロ・チチェロ
- 伊藤宏明